# Роши, Кадри
Кадри Роши (алб. Kadri Roshi; 4 января 1924 — 6 февраля 2007) — албанский актёр. Народный артист Албании.

## Биография
Родился в семье адвоката. Рано осиротев, зарабатывал на жизнь, занимаясь физической работой. Во время Второй Мировой войны работал в движении сопротивления. В начале 1944 года был арестован Гестапо, и в тюрьме он находился до освобождения страны. После выхода из тюрьмы он начал работу в качестве портье в кино. Увлёкшись театром, принял на себя работу суфлёра в театре «Teatri Kombëtar» в Тиране. Его театральный дебют должен был иметь место в 1946 году — будучи суфлёром, заменил отсутствующего из-за болезни актёра, что позволило ему играть в пьесе Николая Гоголя «Ревизор». В том же году сыграл три роли. В 1947 году он уехал в актёрский колледж Загреба, но после разрыва сотрудничества Югославии с коммунистическим блоком, учёбу продолжил в Чехословакии.
В течение своей пятидесятилетней карьеры на сцене он сыграл около 150 ролей в театре и в кино, в роли «Гамлета», «Отелло», но прославился, прежде всего, как исполнитель главных ролей в трагедиях российских. Карьеру в кино начал в 1953 году, подкладывая голос в роли летописца в фильме «Великий воин Албании Скандербег». Пять лет спустя он сыграл одну из главных ролей в фильме «Тана». Наиболее часто упоминается в рейтингах на самого популярного актера Албании XX века. В 1961 году получил звание заслуженного артиста. В 1999 году он был удостоен президентом Реджепом Мейдани ордена «Честь Нации».
В 1997 году был отмечен на Международном кинофестивале в Салониках за роль в фильме «Mirupafshim».

## Фильмография
| Год  | Фильм                           |
| ---- | ------------------------------- |
| 1953 | Великий воин Албании Скандербег |
| 1958 | Тана                            |
| 1970 | Бронзовый бюст                  |
| 1971 | Цветущие горы                   |
| 1971 | Kur Zbardhi nje dite            |
| 1976 | Lulekuqet mbi mure              |
| 1976 | Përballimi                      |
| 1976 | Fijet që priten                 |
| 1976 | Tokë e përgjakur                |
| 1976 | Njeriu me top                   |
| 1977 | Zemrat që nuk plaken            |
| 1989 | Gjeneral gramafoni              |
| 1979 | Лицом к лицу                    |
| 1979 | Liri a vdekje                   |
| 1980 | Dëshmorët e monumenteve         |
| 1980 | Partizani i vogël Velo          |
| 1983 | Apasionata                      |
| 1984 | Fejesa e Blertës                |
| 1986 | Rrethimi i vogël                |
| 1986 | Kur ndahesh nga shokët          |
| 1988 | Pesha e kohës                   |
| 1988 | Misioni përtej detit            |
| 1990 | Fletë të bardha                 |
| 1991 | Vdekja e burrit                 |
| 1994 | Një ditë nga një jetë           |
| 1996 | Полковник Бункер                |
| 1997 | Mirupafshim                     |